# Donley County
Das Donley County ist ein County im Bundesstaat Texas der Vereinigten Staaten. Das U.S. Census Bureau hat bei der Volkszählung 2020 eine Einwohnerzahl von 3.258 ermittelt. Der Sitz der Countyverwaltung (County Seat) befindet sich in Clarendon.

## Geographie
Das County liegt nordnordwestlich des geographischen Zentrums von Texas im Texas Panhandle und ist im Norden etwa 130 km und im Osten etwa 50 km vom Bundesstaat Oklahoma entfernt. Im Westen sind es etwa 150 km bis New Mexico. Das Donley County hat eine Fläche von 2417 km², wovon 8 km² Wasserfläche sind. Es grenzt im Uhrzeigersinn an folgende Countys: Gray County, Collingsworth County, Hall County, Briscoe County und Armstrong County.

## Geschichte
Donley County wurde am 21. August 1876 aus Teilen des Bexar County gebildet und die Verwaltungsorganisation am 22. März 1882 abgeschlossen. Benannt wurde es nach dem District Attorney Stockton P. Donley, einem der ersten Juristen in Texas. Bis 1867 war er Richter am Supreme Court of Texas, wurde aber während der Reconstruction abgesetzt.

## Demografische Daten

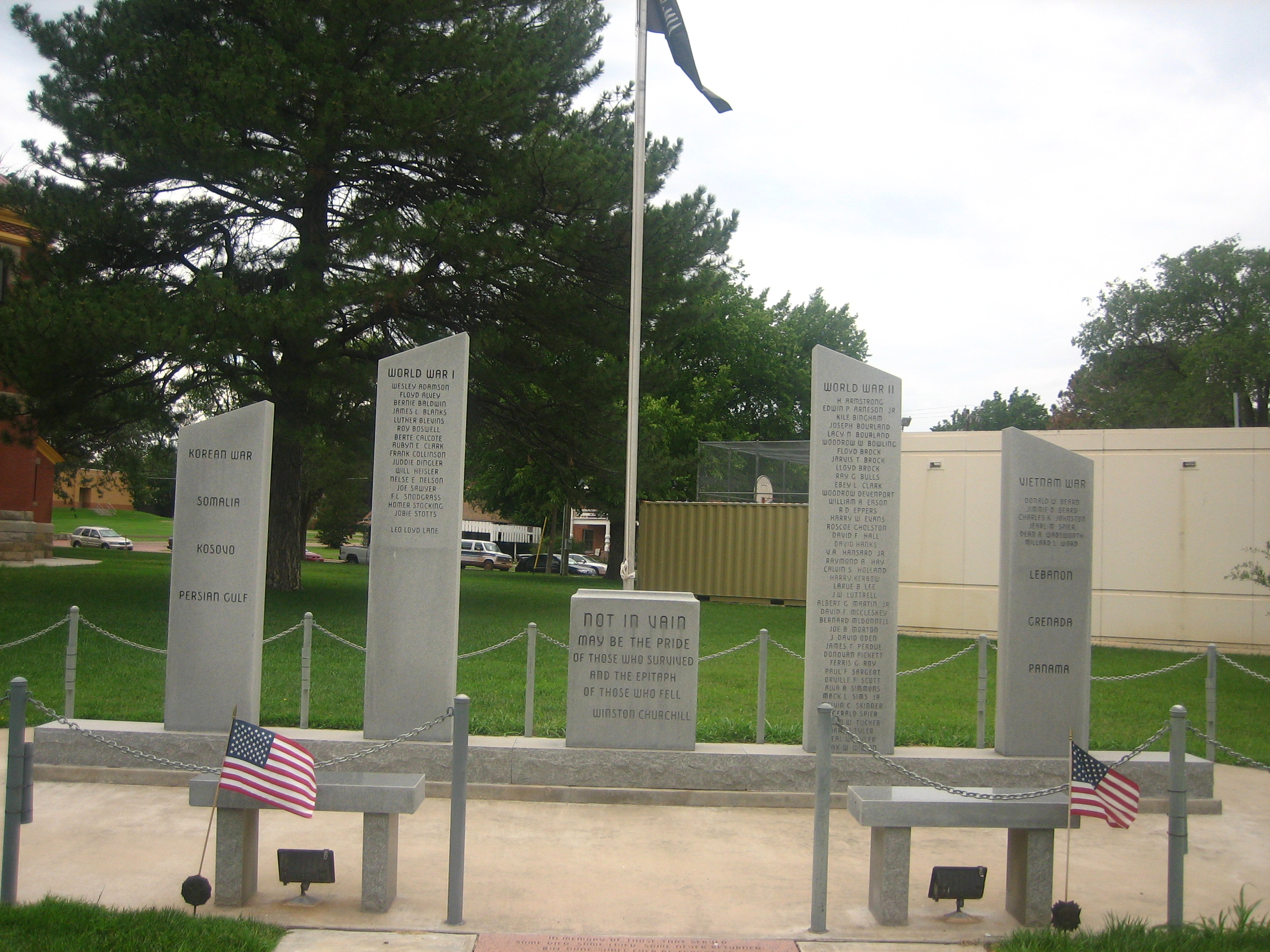
Veteranen-Gedenkstätte nahe dem Donley County Courthouse

Nach der Volkszählung im Jahr 2000 lebten im Donley County 3828 Menschen. Davon wohnten 203 Personen in Sammelunterkünften, die anderen Einwohner lebten in 1578 Haushalten und 1057 Familien. Die Bevölkerungsdichte betrug 2 Einwohner pro Quadratkilometer. Ethnisch betrachtet setzte sich die Bevölkerung zusammen aus 91,4 Prozent Weißen, 3,9 Prozent Afroamerikanern, 0,9 Prozent amerikanischen Ureinwohnern, 0,1 Prozent Asiaten und 2,7 Prozent aus anderen ethnischen Gruppen; 0,9 Prozent stammten von zwei oder mehr ethnischen Gruppen ab. 6,4 Prozent der Einwohner waren spanischer oder lateinamerikanischer Abstammung.
Von den 1578 Haushalten hatten 24,8 Prozent Kinder oder Jugendliche, die mit ihnen zusammen lebten. 56,7 Prozent waren verheiratete, zusammenlebende Paare 7,5 Prozent waren allein erziehende Mütter und 33,0 Prozent waren keine Familien. 31,4 Prozent waren Singlehaushalte und in 17,0 Prozent lebten Menschen im Alter von 65 Jahren oder darüber. Die durchschnittliche Haushaltsgröße betrug 2,30 und die durchschnittliche Familiengröße betrug 2,86 Personen.
22,4 Prozent der Bevölkerung war unter 18 Jahre alt, 9,8 Prozent zwischen 18 und 24, 20,6 Prozent zwischen 25 und 44, 25,5 Prozent zwischen 45 und 64 und 21,7 Prozent waren 65 Jahre alt oder älter. Das Medianalter betrug 43 Jahre. Auf 100 weibliche Personen kamen 94,4 männliche Personen und auf 100 Frauen im Alter ab 18 Jahren kamen 91,7 Männer.
Das jährliche Durchschnittseinkommen eines Haushalts betrug 29.006 USD, das Durchschnittseinkommen einer Familie betrug 37.287 USD. Männer hatten ein Durchschnittseinkommen von 24.375 USD, Frauen 18.882 USD. Das Prokopfeinkommen betrug 15.958 USD. 10,5 Prozent der Familien und 15,9 Prozent der Einwohner lebten unterhalb der Armutsgrenze.

## Orte im County
| - Ashtola - Boydston - Clarendon | - Giles - Hedley - Howardwick | - Jericho - Lelia Lake |

## Religion
Die einzige katholische Pfarrei in Donley County ist St. Mary in Clarendon. Sie gehört zum Bistum Amarillo.